# Steve Brennan
Steve Brennan (Noord-Ierland, 2 februari 1951) is een Noord-Iers dartspeler die speelde voor Noord-Ierland. Brennan mocht spelen voor Noord-Ierland omdat zijn vader Pat geboren was in Derry.
Brennan maakte zijn debuut op het World Professional Darts Championship 1982. Hij veroorzaakte een van de grootste verrassingen in darts geschiedenis door titelverdediger Eric Bristow in de eerste ronde met 2-0 te verslaan. Hij klopte ook Dave Whitcombe in de tweede ronde met 2-0. In de kwartfinale verliest Brennan van Stefan Lord met 0-4. Op het World Professional Darts Championship 1983 verliest Brennan in de eerste ronde van Jocky Wilson met 0-2. Op de World Professional Darts Championship 1984 wint Brennan in de eerste ronde van Kevin White met 2-1. In de tweede ronde verliest hij van Dave Whitcombe met 1-4. Op de World Professional Darts Championship 1985 wint Brennan in de eerste ronde van Ceri Morgan met 2-1. In de tweede ronde verliest hij van Alan Glazier met 2-3. Op de World Professional Darts Championship 1986 verliest Brennan in de eerste ronde van Paul Lim met 1-3.
Brennan behaalde samen met Ray Farrell, David Keery en Fred McMullan de finale van de WDF Europe Cup Teams in 1984. Daarin verloren zij van Team Engeland met Eric Bristow, John Lowe, Cliff Lazarenko en Dave Whitcombe met 7-9.

## Resultaten op Wereldkampioenschappen

### BDO
- 1982: Kwartfinale (verloren van Stefan Lord met 0-4)
- 1983: Laatste 32 (verloren van Jocky Wilson met 0-2)
- 1984: Laatste 16 (verloren van Dave Whitcombe met 1-4)
- 1985: Laatste 16 (verloren van Alan Glazier met 2-3)
- 1986: Laatste 32 (verloren van Paul Lim met 1-3)

### WDF
- 1981: Laatste 64 (verloren van John Lowe met 2-4)
- 1983: Laatste 32 (verloren van Dave Whitcombe met 2-4)
- 1985: Halve finale (verloren van Tony Payne met 2-4)